# Sjostedtiella impressa
Sjostedtiella impressa là một loài tò vò trong họ Ichneumonidae.